# Jewgienij Skaczkow
Jewgienij Wiktorowicz Skaczkow, ros. Евгений Викторович Скачков (ur. 14 lipca 1984 w Moskwie) – rosyjski hokeista, reprezentant Rosji i Rumunii.

## Kariera
- Dizel Penza (2001-2002)
- Kapitan Stupino (2002-2003)
- CSKA 2 Moskwa (2003-2004)
- Spartak Moskwa (2004-2006)
- Traktor Czelabińsk (2006-2010)
- Ak Bars Kazań (2010-2013)
- SKA Sankt Petersburg (2013-2014)
- Torpedo Niżny Nowogród (2014)
- Saławat Jułajew Ufa (2014-2015)
- HK Soczi (2015-2017)
- Jugra Chanty-Mansyjsk (2017)
- Junost' Mińsk (2017-2018)
- Łada Togliatti (2018-2019)
- CSM Dunărea Galați (2019-2021)
- HSC Csíkszereda (2021-)

Wychowanek CSKA Moskwa. Od czerwca 2010 zawodnik Ak Barsa Kazań. Od czerwca 2013 zawodnik SKA Sankt Petersburg, związany rocznym kontraktem. Od połowy stycznia do końca kwietnia 2014 zawodnik Torpedo Niżny Nowogród. Od maja 2014 zawodnik Saławatu Jułajew Ufa. Zwolniony w czerwcu 2015. Od lipca 2015 zawodnik HK Soczi. Od maja do listopada 2017 zawodnik Jugry. Od końca grudnia 2017 zawodnik Junostii. W październiku 2018 przeszedł do Łady Togliatti. Od sezonu 2019/2020 zawodnik rumuńskiej drużyny CSM Dunărea Galați. W lipcu 2021 przeszedł do HSC Csíkszereda.
W sezonie 2011/2012 występował w kadrze Rosji. Po okresie gry w lidze rumuńskiej został reprezentantem seniorskiej kadry Rumunii. W jej barwach uczestniczył w turnieju mistrzostw świata edycji 2022 (Dywizja IA).

## Sukcesy
Klubowe
- Puchar Kontynentalny: 2018 z Junostią
- Srebrny medal mistrzostw Białorusi: 2018 z Junostią Mińsk
- Złoty medal Erste Liga: 2022 z HSC Csíkszereda